# Clemens Schüssler
Clemens Schüssler (* 8. Oktober 1967) ist ein deutscher Verleger.

## Leben
Die ersten sieben Jahre seines Lebens verbrachte  Schüssler als Sohn deutscher Eltern in den USA und zog dann nach Deutschland.
Während seiner Schulzeit veröffentlichte er mit 16 Jahren seine ersten Eisenbahn-Fotos in der Zeitschrift MIBA. Sein erstes Buch „Foto-Reiseführer für Eisenbahnfreunde 84/85“ erschien  ein Jahr später im Eigenverlag.
Nach seinem Abitur im Jahr 1986 arbeitete  Schüssler zunächst als freier Mitarbeiter, dann als Redakteur und Chef vom Dienst beim Freiburger EK-Verlag. Statt seines geplanten BWL- und Jura-Studiums wechselte er 1989 zum Burda-Verlag nach München. 
In München gründete er im gleichen Jahr den GeraMond Verlag und legte so den Grundstein für das heutige Verlagshaus GeraNova Bruckmann, das er 2003 gründete und dem er bis heute als Geschäftsführer und Verleger vorsteht.

## Auszeichnungen
- 2021 ITB BuchAwards – LifetimeAward Verleger 2021[3]